# Carl Roesner
Carl Roesner (19 de junio de 1804, Viena - 13 de junio de 1869, Steyr) fue un arquitecto austriaco.

## Biografía
Estudió arquitectura en Viena y Roma. En 1826, empezó a trabajar como corrector para conferencias en la Academia de Bellas Artes de Viena y, en 1835, se convirtió en profesor allí. Gravitó hacia los Románticos y se concentró en el arte sacro. Wilhelm Stiassny fue uno de sus estudiantes. También fue editor del Allgemeine Bauzeitung (Noticias sobre Construcción General).
Como trabajó durante el tiempo del Imperio austrohúngaro, muchos de sus edificios están ahora fuera de Austria. Una calle en el distrito de Viena de Meidling fue nombrada "Roesnergasse" en su honor.

## Obras destacadas
- Friedhofskapelle Pinkafeld, Pinkafeld, 1835
- Erlöserkirche, Landstraße, 1836
- Johann Nepomuk Kirche, Praterstraße, Leopoldstadt, 1841-1846
- Meidlinger Pfarrkirche, Meidling, 1845
- Iglesia de San Ulrico de Augsburgo, Smlednik (Eslovenia central), 1847
- Arsenalkirche, Landstraße, 1856
- St.Josephs Kirche, Kalocsa, 1859
- Catedral Basílica de San Pedro y San Pablo, Đakovo, empezada en 1866, completada por Friedrich von Schmidt y Hermann Bollé

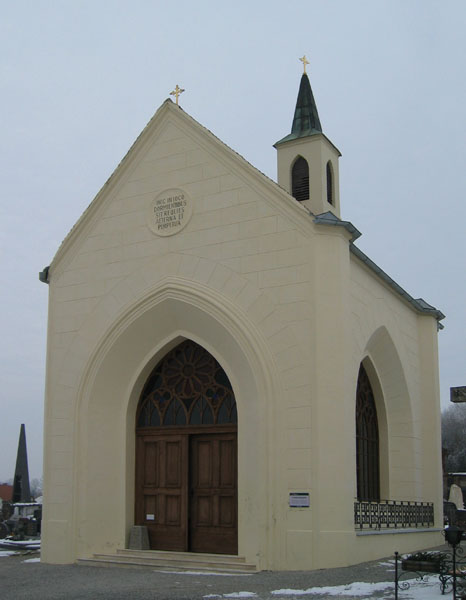
Friedhofskapelle
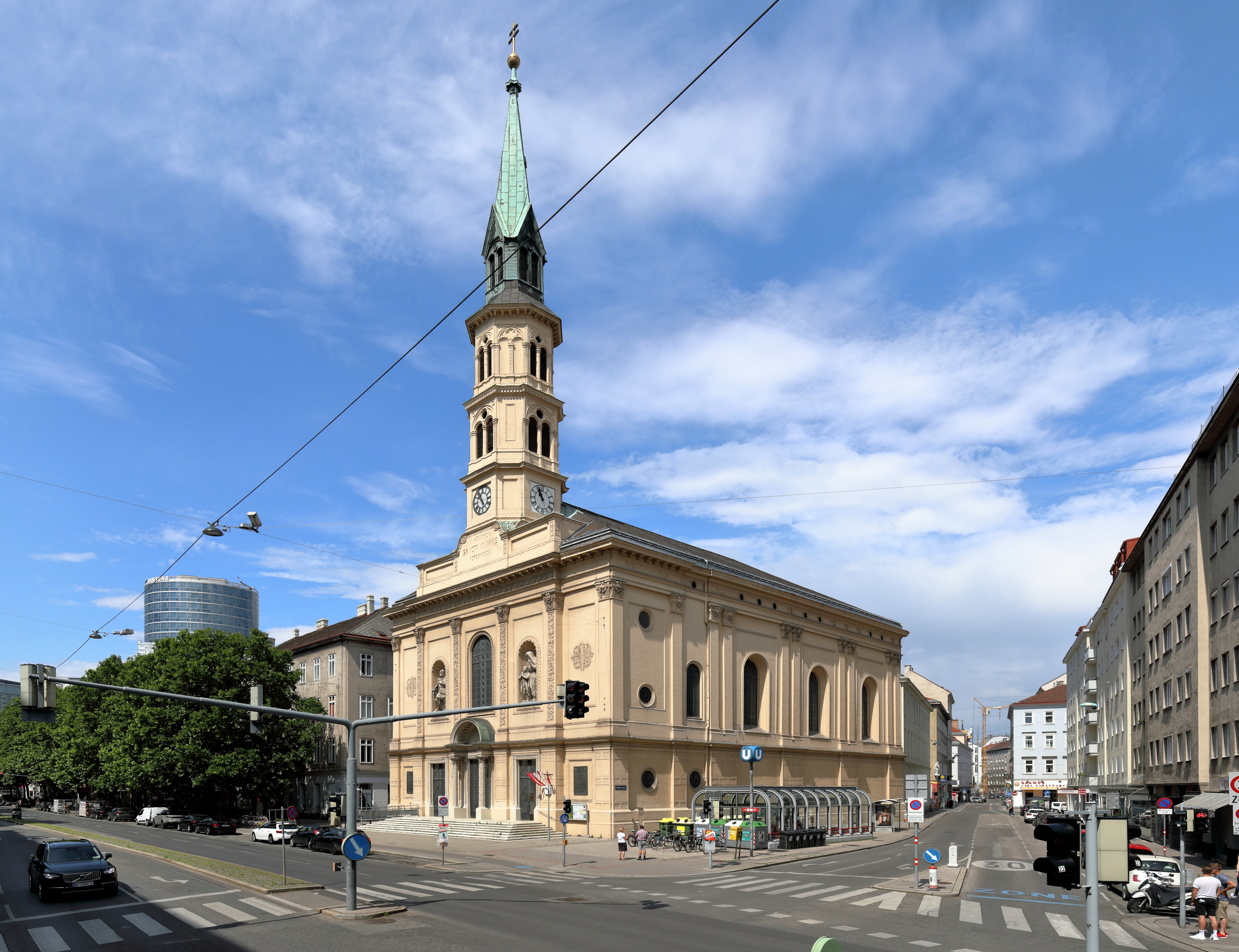
Johann Nepomuk Kirche
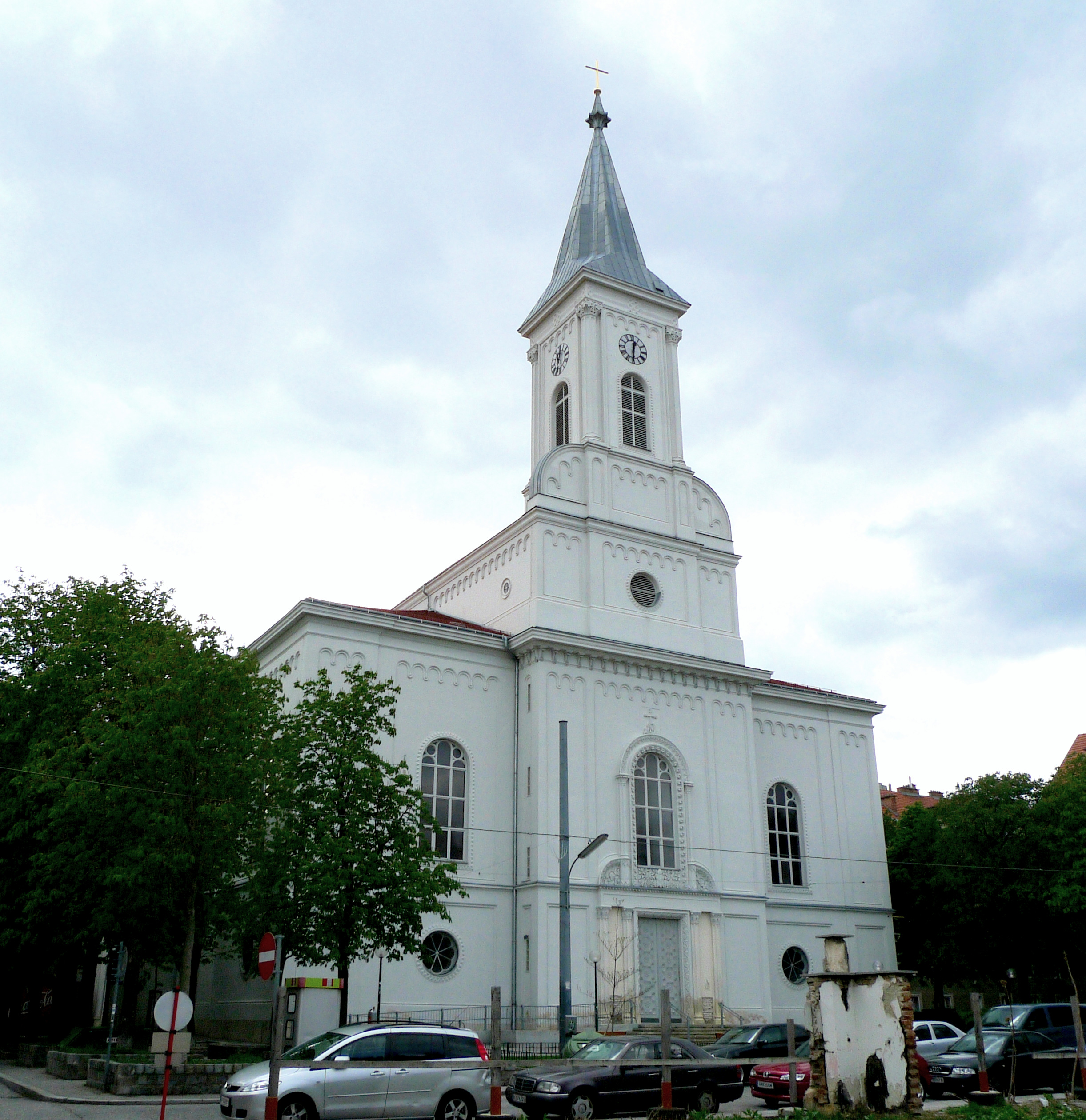
Pfarrkirche
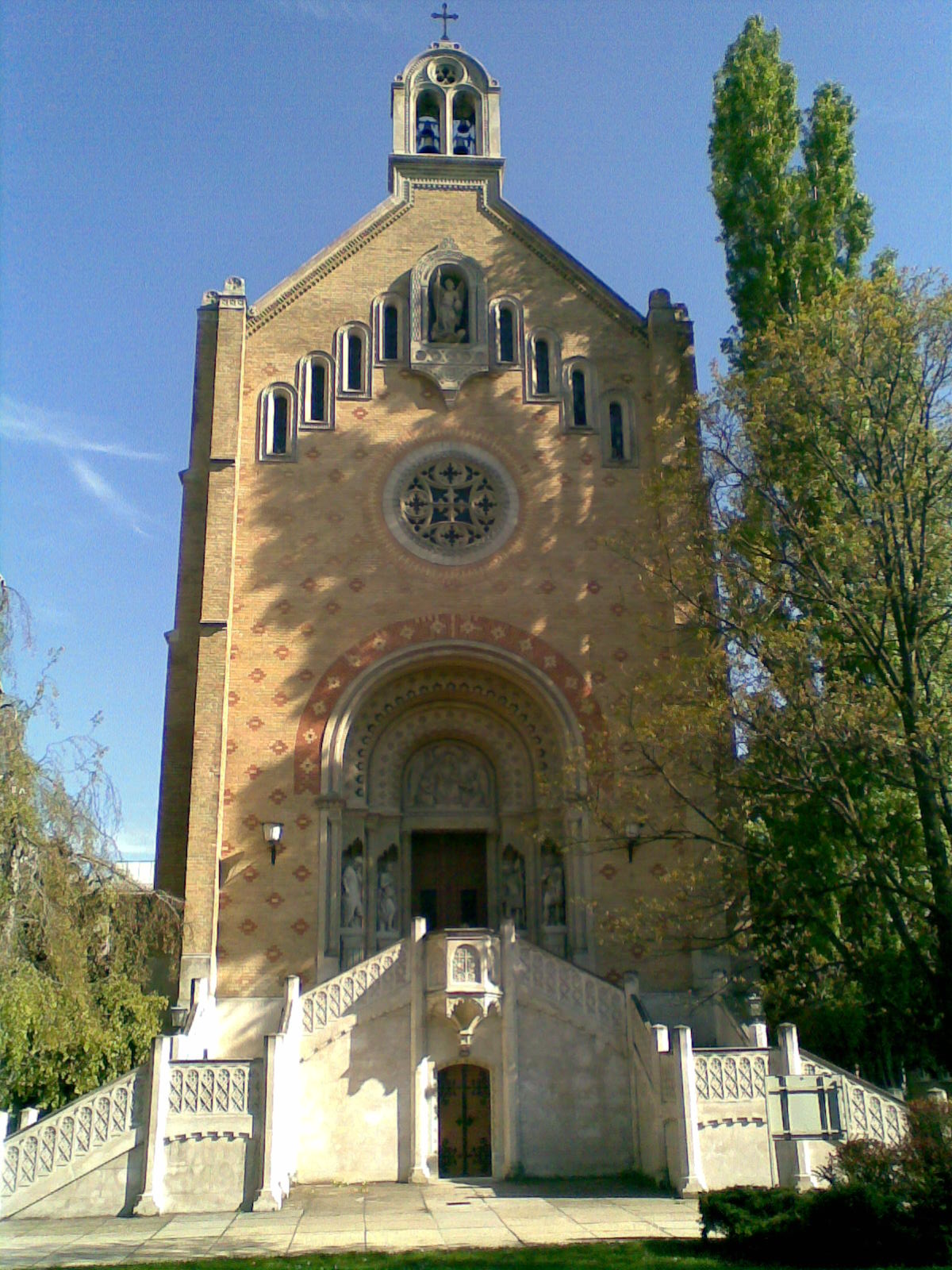
Arsenalkirche